# نان ذرت
نان ذرت یک نان سریع تهیه شده از آرد ذرت است که با غذاهای جنوب ایالات متحده مرتبط است و منشأ آن به غذاهای بومی آمریکا برمی‌گردد. کوفته‌ها و پنکیک‌هایی که از آرد ذرت ریز آسیاب شده تهیه می‌شوند، غذاهای اصلی مردم هوپی در آریزونا هستند. مردم هیداتسا در غرب میانه به نان ذرت پخته شده ناکتسی می‌گویند، در حالی که مردم چوکتاو در جنوب شرقی آن را بوناها می‌نامند. قبایل چروکی و سنکا خمیر اصلی را با موادی مانند شاه بلوط، تخمه آفتابگردان، سیب یا توت غنی کرده و گاهی آن را با لوبیا یا سیب زمینی ترکیب می‌کنند. امروزه برای پخت نان ذرت به جای استفاده از خمیرمایه معمولاً از بکینگ پودر استفاده می‌کنند.

## تاریخچه

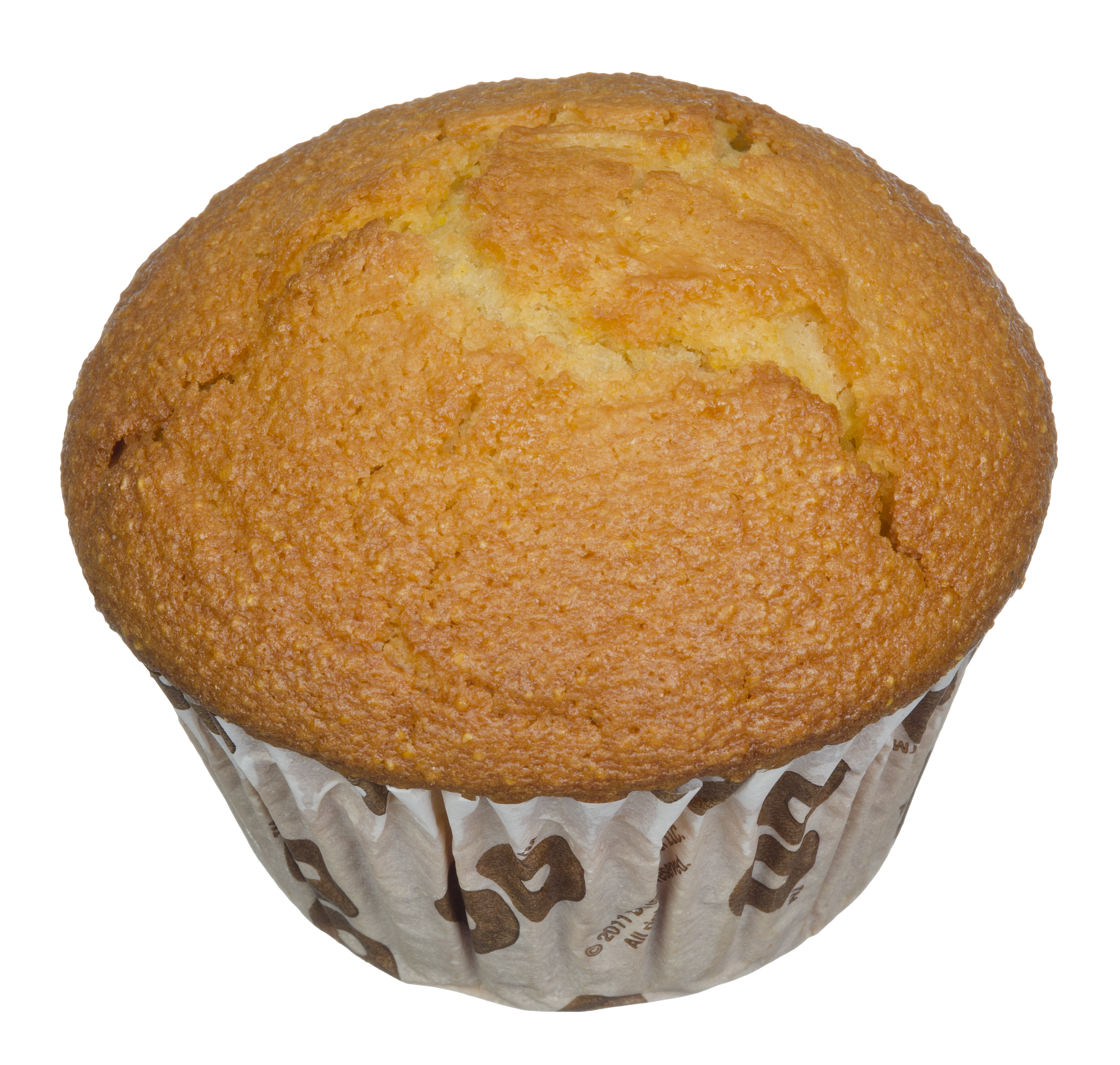
نان ذرت که به صورت مافین تهیه شده

مردم بومی قاره آمریکا هزاران سال قبل از ورود اروپاییان به دنیای جدید، شروع به استفاده از ذرت و آرد ذرت به عنوان غذا کردند. برای اولین بار حدود شش هزار سال پیش در مکزیک استفاده شد، و بین هزار تا سه هزار سال پیش، ذرت به ایالات متحده فعلی معرفی شد. آشپزهای بومی تعدادی دستور پخت برای ذرت، از جمله نان ذرت، تهیه کردند که بعداً توسط مهاجران اروپایی و بردگان آفریقایی - به ویژه کسانی که در مستعمرات جنوبی زندگی می‌کردند، مورد استفاده قرار گرفت.
اگرچه بومیان قاره آمریکا برای اولین بار ذرت را کشت کردند، اما مدت کوتاهی پس از تجارت برده در اقیانوس اطلس، توسط بازرگانان اروپایی به غرب آفریقا معرفی شد و به سرعت به یک غذای اصلی در آشپزی آفریقا تبدیل شد. غذاهای تهیه شده از آرد ذرت در سنگامبیا و ساحل صحرا نشان دهنده انتقال فرهنگ است که در سراسر اقیانوس اطلس رخ داده است. نان ذرت به سنگ بنای آشپزی در جنوب شرقی ایالات متحده تبدیل شده است و همچنین در بشقاب‌های آمریکایی‌های آفریقایی‌تبار، آمریکایی‌های اروپایی آمریکایی و بومیان به‌طور یکسان نمایش داده می‌شود.
برای اولین بار در مستعمرات آمریکا، نان ذرت ترکیبی ساده از آرد ذرت آسیاب شده و آب بود که سپس با هم مخلوط می‌شد و روی آتش یا در اجاق پخته می‌شد. در این مرحله از تاریخ، استفاده از نان ذرت در غذاهای جنوبی از سر ناچاری بود. اگرچه کشاورزان شمال شرق و غرب میانه می‌توانستند گندم و چاودار بکارند، اما گرما و رطوبت جنوب باعث شد گندم‌ها پژمرده و فاسد شوند. از این رو استفاده از نان ذرت رواج پیدا کرد.

## انواع نان ذرت
نان ذرت یک ماده محبوب در آشپزی جنوب است و بسیاری از مردم به دلیل بافت و عطر ویژه ای که دارد از خوردن آن لذت می‌برند. نان ذرت را می‌توان پخته، سرخ کرده یا (به ندرت) بخارپز کرد. نان ذرت بخارپز، نرم‌تر، جویدنی تر و بیشتر شبیه پودینگ آرد ذرت است تا نان ذرت.

### پخت نان ذرت

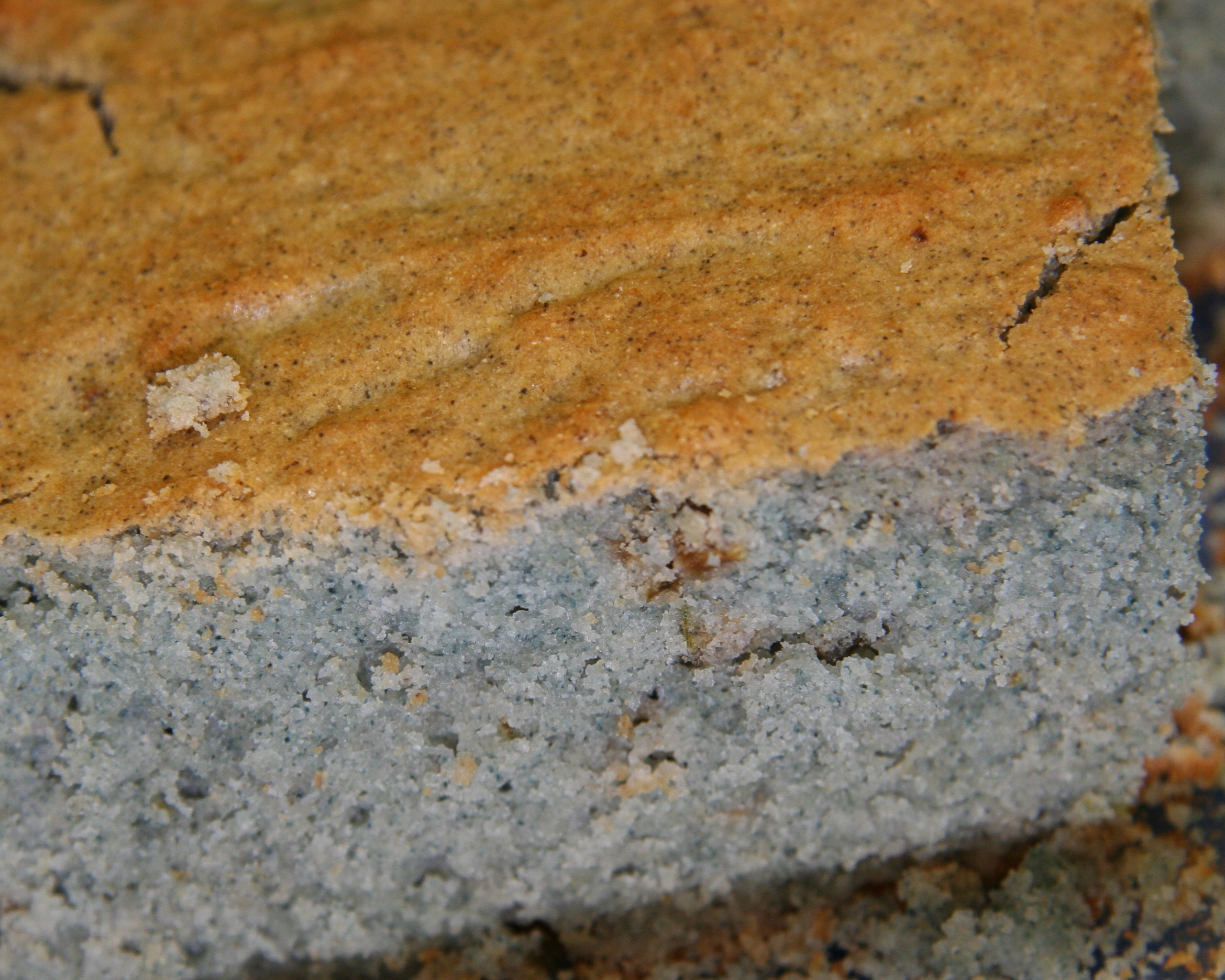
نان ذرت خانگی پخته شده با آرد ذرت آبی

نان ذرت یک نان متداول در غذاهای ایالات متحده است، به ویژه با غذاهای جنوبی و جنوب غربی مرتبط است، و همچنین یک غذای اصلی سنتی برای کشورهایی است که آرد گندم برای آن‌ها گران تمام می‌شود. نان ذرت را می‌توان به عنوان صبحانه میل کرد. همچنین به‌طور گسترده‌ای با باربیکیو و فلفل قرمز مصرف می‌شود. در بخش‌هایی از جنوب و جنوب غربی ایالات متحده، نان ذرت، همراه با لوبیا چیتی، یک ناهار رایج برای بسیاری از مردم بوده است. هنوز هم یک غذای جانبی رایج برای بسیاری از شام‌ها است که اغلب با کره سرو می‌شود. خرده‌های نان ذرت نیز در سس‌ها قابل استفاده است. استفاده از نان ذرت به ویژه همراه با بوقلمون روز شکرگزاری رایج است.
در ایالات متحده، نان ذرت شمال و جنوب متفاوت است، زیرا به‌طور کلی از انواع مختلف پودر ذرت و درجات مختلف شکر و تخم مرغ استفاده می‌شود. نان ذرت جنوبی به‌طور سنتی با شکر کم یا بدون شکر و مقادیر کمتر آرد (یا بدون آرد) درست می‌شود و نان ذرت شمالی شیرین‌تر و شبیه کیک است. نان ذرت جنوبی به‌طور سنتی از آرد ذرت سفید و باترمیلک استفاده می‌شود. در تگزاس، نان ذرت دلچسبی درست شده است که با دانه‌های ذرت تازه و فلفل هالاپینو تهیه شده و روی آن پنیر رنده شده است. نان ذرت معمولاً با ملاس در ایالت‌های جنوبی و با کره و عسل در ایالات شمالی آمریکا مصرف می‌شود.

### نان ذرت تابه‌ای

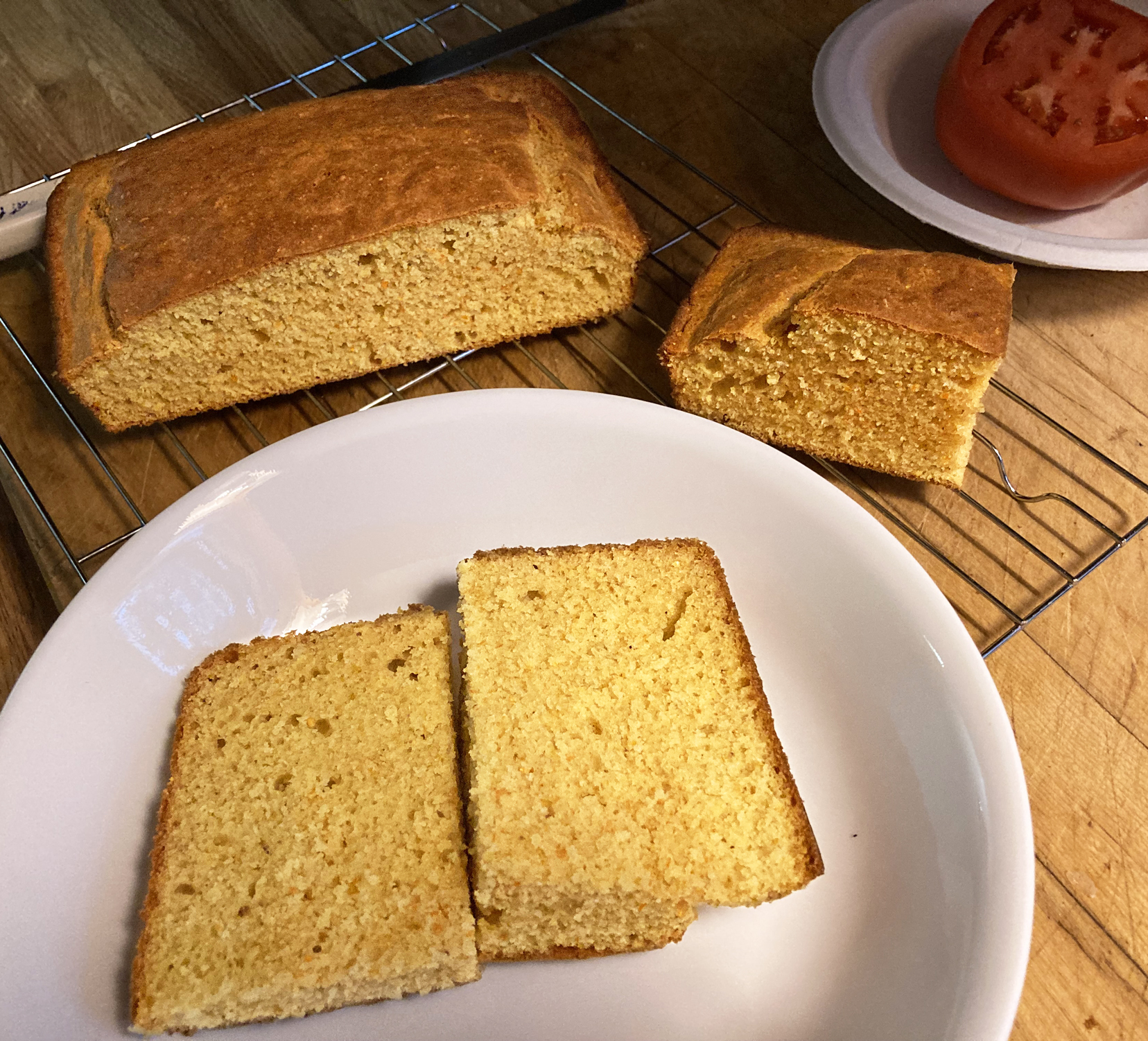
نان ذرت تابه ای به سبک جنوبی که با آرد ذرت زرد تهیه می‌شود.

نان ذرت سرخ شده یا پخته شده در تابه یک غذای اصلی سنتی در روستاهای ایالات متحده، به ویژه در جنوب است. این نان را در تابه چدنی سنگین می‌پزند. خمیر تهیه شده از آرد ذرت، تخم‌مرغ و شیر را مستقیماً در روغن داغ می‌ریزند. مخلوط را روی اجاق یا داخل فر قرار داده تا به شکل کیک بزرگ، شکننده و گاهی بسیار مرطوب با رویه ترد پخته شود. این نان معمولاً سنگین است و معمولاً تکه‌ای از آن همراه غذا سرو می‌شود نه به عنوان یک نان معمولی همراه غذا خورده شود.

### نان ذرت آب گرم
یک روش دیگر برای پخت این نان وجود دارد و آن هم روش سرخ کردنی شامل ریختن مقدار کمی از خمیر تهیه شده در روغن داغ است. برای تهیه خمیر، آب جوش با (آرد ذرت، بکینگ پودر یا مواد شیمیایی دیگر) مخلوط کرده و سپس خمیر در یک تابه حاوی روغن داغ ریخته می‌شود. سپس اجازه می‌دهند تارویه خمیر طلایی و سرخ شود. در حالی که مرکز خمیر به شکل نان ترد و لطیفی در می‌آید. این نان‌های سرخ شده معمولاً به قطر ۳–۴ اینچ (۸–۱۰ سانتیمتر) هستند. این نوع نان ذرت اغلب به عنوان نان ذرت «آب داغ» یا «غذا داغ» شناخته می‌شود و منحصر به فرد جنوب آمریکاست.